# João Ducas (sebastocrator)
João Ducas (em grego: Ἰωάννης Δούκας; romaniz.: Iōannēs Doukas; ca. 1125/1127 – ca. 1200) foi o filho mais velho de Constantino Ângelo e Teodora Comnena Angelina, a sétima filha do imperador bizantino Aleixo I Comneno (r. 1081–1118) e Irene Ducena, de quem João pegou o nome familiar. Ele serviu como comandante militar sob Manuel I Comneno (r. 1143–1180) e o sobrinho dele Isaac II Ângelo (r. 1185-1195; 1203-1204), que elevou-o à alta posição de sebastocrator. Apesar de sua idade avançada, continuou a ser um general ativo nas décadas de 1180 e 1190, e até pouco antes da sua morte aspirou o trono imperial. Ele foi o progenitor da linhagem Comneno Ducas, que fundou o Despotado do Epiro após a Quarta Cruzada.

## Carreira

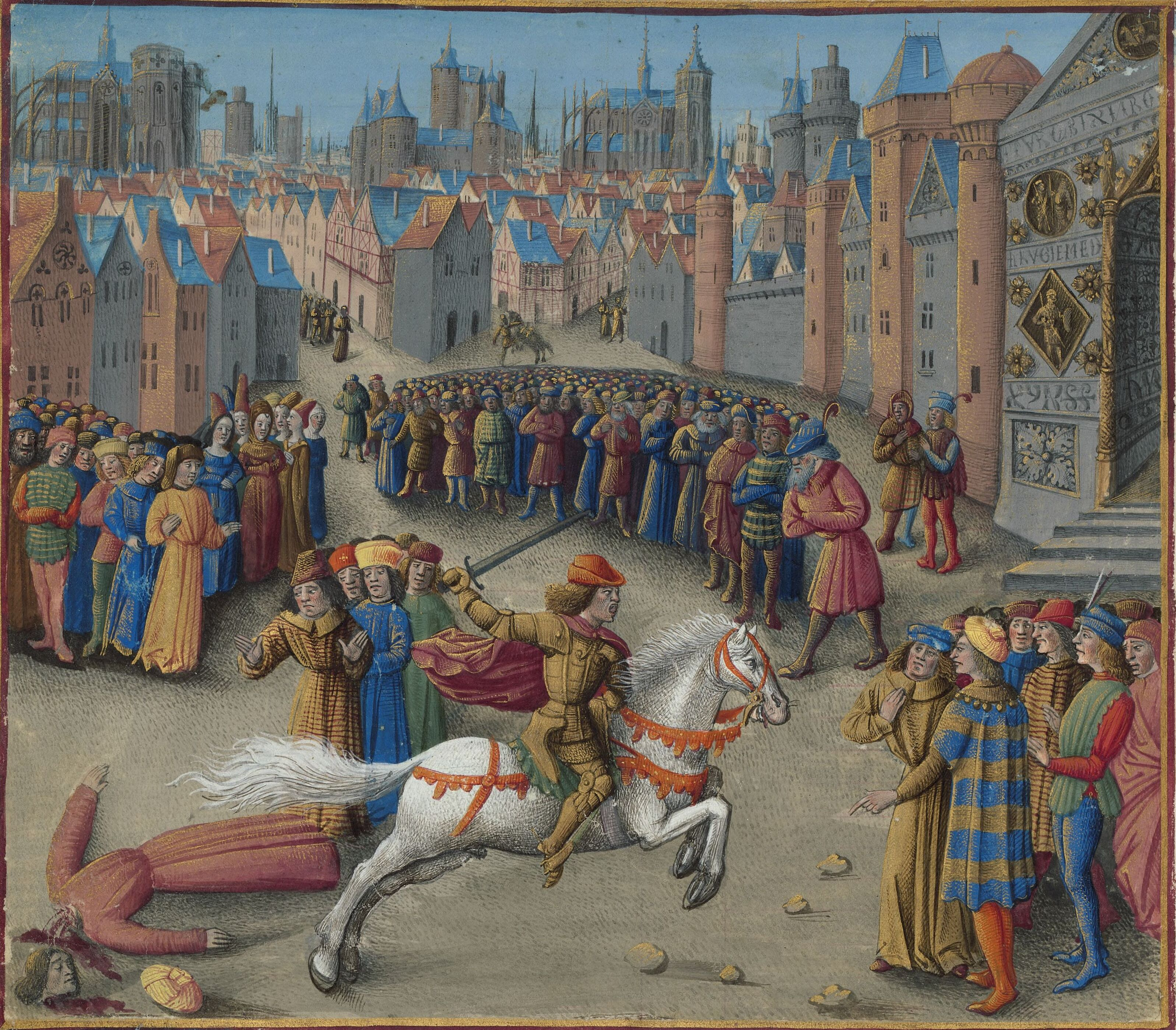
Morte de Hagiocristoforita em iluminura de Jean Colombe em As Passagens do Exterior (c. 1473)

João foi o filho mais velho do fundador da linhagem Ângelo, Constantino Ângelo de Filadélfia (atual Alaşehir), com Teodora Comnena Angelina, a sétima filha do imperador bizantino Aleixo I Comneno (r. 1081–1118) e a imperatriz Irene Ducena. O casal, que casou em 1100/1115, teve quatro filhos e três filhas, dos quais dois, João e Andrônico (o pai dos futuros imperadores Isaac II e Aleixo III), preferiu usar o sobrenome muito mais prestigioso Ducas da avó deles. A data do nascimento de João é incerta, e a única referência a sua idade é que em 1185 ele já era idoso. O genealogista da família Comneno, Konstantinos Varzos, coloca a data de seu nascimento aproximadamente em 1125/1127.
João Ducas é atestado pela primeira vez nas fontes em março de 1166, participando junto com seus irmãos num sínodo da Igreja convocado para decidir sobre a interpretação do dizer de Jesus "o Pai é maior que eu". Em 1176, junto com seu irmão mais jovem Andrônico, participou como um comandante de regimento na campanha contra o Sultanato Seljúcida de Icônio que levou à derrota bizantina na Batalha de Miriocéfalo. Durante a batalha, Manuel I Comneno (r. 1143–1180) confiou-lhe a missão de repelir os turcos seljúcidas que haviam cercado o exército bizantino e estavam atirando flechas nele, mas após um ataque contra eles, ele retornou sem muito sucesso.
Como muitos de seus parantes nobres, João opôs-se ao regime tirânico de Andrônico I Comneno (r. 1182–1185) e foi forçado a assinar uma garantia escrita de lealdade para o imperador. No entanto, em 11 de setembro de 1185, quando seu sobrinho Isaac Ângelo matou o escudeiro chefe de Andrônico I, Estêvão Hagiocristoforita, e procurou santuário na catedral de Santa Sofia, João e seu filho mais velho Isaac correram para o seu lado, temendo a retaliação do imperador. No dia seguinte, uma revolta popular incitou a resistência de Isaac Ângelo que derrubou o regime de Andrônico I, mas Isaac Ângelo hesitou a ser coroado imperador. Segundo Nicetas Coniata e Teodoro Escutariota, João desnudou sua cabeça e ofereceu-a para ser coroada, mas o povo reunido opôs-se a isso violentamente, se recusando a serem governados por um homem tão velho após o igualmente velho Andrônico I, e Isaac Ângelo foi coroado.
A ascensão de seu sobrinho ao trono permitiu a João ascender aos maiores postos da aristocracia bizantina, inclusive o título de sebastocrator. Apesar de sua idade avançada, João esteve ativo como um comandante militar durante o reinado de Isaac Ângelo. Nicetas Coniata observou-o frequentando o imperador na corte em Cípsela durante a campanha contra a invasão dos normandos sicilianos em 1185. Lá, João Ducas ordenou que João Asen I fosse esbofeteado no rosto por um discurso insolente na frente do imperador e assim impulsionou os eventos que acarretaram à rebelião valaco-búlgara mais tarde no mesmo ano. Em 1186, assumiu o comando do exército bizantino contra a rebelião valaco-búlgara. Embora Coniata afirme que ele mostrou alguma habilidade e foi capaz de conter os rebeles, ele logo foi removido do comando, pois Isaac Ângelo suspeitou que almejava o trono, e confiou o comando ao general cego João Cantacuzeno. Em 1191, João foi novamente para o campo, acompanhando seu sobrinho numa expedição contra os rebeldes búlgaros como comandante da retaguarda. A campanha foi uma falha desastrosa, mas João foi capaz de fugir com suas tropas sem perdas. No mesmo ano, foi um participante no sínodo que aceitou a renúncia do patriarca constantinopolitano Dositeu. Ele é registrado nos atos sinodais como o mais sênior dos parentes imperiais.
No entanto, Isaac Ângelo ainda suspeitou de suas ambições imperiais, especialmente devido aos íntimos contatos de seu tio com o general Aleixo Branas, que rebelou-se em 1187: logo após a rebelião do general, João Ducas casou seu filho mais velho Isaac com uma das filhas do general. Seja qual for a verdade das suspeitas de Isaac Ângelo, João foi rápido ao reconhecer seu outro sobrinho Aleixo Ângelo, quando o último usurpou o trono em abril de 1195, e desempenhou um proeminente papel na cerimônia de coroação de Aleixo. João Ducas é mencionado pela última vez em 1199, quando a morte de ambos os genros de Aleixo III, Andrônico e Isaac Comneno, abriu a questão de sucessão, com Aleixo III sem descendentes masculinos. Apesar de sua idade, João Ducas aparentemente ainda sonhava em ascender ao trono, e brigou com outro de seus sobrinhos, Manuel Camitzes, e seus demais parentes imperiais. João Ducas provavelmente morreu logo depois disso em ca. 1200 com idade muito avançada.

## Família
É incerto se João Ducas se casou uma ou duas vezes. Apenas uma esposa, Zoé Ducena, filha de Constantino Ducas e Ana Ducena, cuja identidade exata é incerta, é conhecida. Se se casou duas vezes, então o casamento ocorreu ca. 1150 e sua primeira esposa anônima morreu ca. 1165. A isso se seguiu seu segundo casamento ca. 1170 com Zoé Ducena. João Ducas teve cinco filhos legítimos, dos quais os dois primeiros podem ter sido resultado de seu primeiro casamento, enquanto os últimos foram certamento os filhos de Zoé Ducena. Ele também teve três filhas, provavelmente com Zoé Ducena, e um filho bastardo com uma concubina. Estas crianças eram:

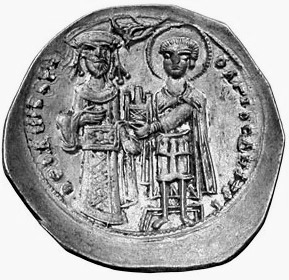
Traqueia escifato de eletro com Teodoro (esquerda) sendo abençoado pelo patrono de Salonica, São Demétrio

- Isaac Ângelo (ca. 1155 – 1203), casado com a filha de Aleixo Branas, provavelmente morto nas batalhas contra a Quarta Cruzada em 1203.[17]
- Aleixo Comneno Ducas (ca. 1160 - desconhecido), cegado por Andrônico I, foi confiado com uma campanha contra Isaac Comneno de Chipre em 1187, quando foi levado prisioneiro por Isaac e o almirante siciliano Margarido de Brindisi.[18]
- Teodoro Comneno Ducas (ca. 1180/1185 - após 1253), casado com Maria Petralifena, foi segundo governante do Estado epirota após 1215, coroado imperador em Salonica em 1227/1228, cativo dos búlgaros após a Batalha de Clocotnitsa em 1230, libertado ca. 1237 e recuperou Salonica. Ele morreu um cativo na corte do Império de Niceia.[19][20]
- Manuel Ducas (ca. 1186/1188 – 1241), nomeado déspota por seu irmão Teodoro, governante de Salonica em 1230-1237 e da Tessália 1239-1241.[21][22]
- Constantino Comneno Ducas (ca. 1172 – ca. 1242), nomeado déspota por seu irmão Teodoro, governante de Etólia e Acarnânia.[23][24]
- Filha anônima, possivelmente chamada Teodora (ca. 1178 - desconhecido), casou com um Cantacuzeno, talvez Miguel.[25]
- Filha anônima, possivelmente chamada Irene (ca. 1180/1188 - desconhecido), provavelmente governou Corfu após 1237 em nome de seu irmão Manuel.[26]
- Filha desconhecida, possivelmente chamada Ana (ca. 1190 - desconhecido). Ela ou mais provavelmente sua filha casou-se em 1227 com o conde palatino de Cefalônia Mateus Orsini.[27]
- Miguel I Comneno Ducas (ca. 1170 - ca. 1215), o filho bastardo, fundador do Estado epirota após a Quarta Cruzada, que ele governou até sua morte.[28][29]